# Rudniewe
Rudniewe (ukr. Руднєве) – wieś na Ukrainie, w obwodzie sumskim, w rejonie konotopskim, w hromadzie Putywl. W 2001 liczyła 768 mieszkańców.